# Giovanni Battista Ramelli
Giovanni Battista Ramelli (* 4. Oktober 1808 in Barbengo; † 28. Oktober 1862 ebenda) war ein Schweizer Politiker und Militär. In den Jahren 1851/52 und 1853/54 war er Ständerat, von 1855 bis zu seinem Tod gehörte er dem Nationalrat an.

## Biografie
Ramelli wuchs in Mailand auf, wo sein Vater als Baumeister arbeitete. Dort erlernte er denselben Beruf, den er auch nach seiner Rückkehr in den Kanton Tessin im Jahr 1830 ausübte. Er vertrat radikalliberale Ansichten und wurde 1838 in den Tessiner Grossrat gewählt. Im Dezember 1839 beteiligte er sich am erfolgreichen bewaffneten Aufstand der Radikalen gegen die katholisch-konservative Kantonsregierung. Als Schützenhauptmann nahm er im November 1847 am Sonderbundskrieg teil, im März 1848 befehligte er während des Mailänder Aufstands gegen Österreich eine Kompanie von Tessiner Freiwilligen. Im Jahr 1850 war er Mitgründer der Società Militare Ticinese.
Ab 1845 amtierte Ramelli als Gemeindepräsident von Barbengo. Der Grosse Rat bestimmte ihn für die Jahre 1851/52 und 1853/54 zu einem der Tessiner Vertreter im Ständerat. Nachdem die Ergebnisse der Nationalratswahlen 1854 im Tessin für ungültig erklärt worden waren, kam es zu einer angespannten politischen Situation. Diese entlud sich im Februar 1855 in einem Volksaufstand, um die radikalliberale Regierung vor einer angeblichen österreichischen Verschwörung zu schützen. Während des zwei Wochen dauernden Pronunciamento war Ramelli Mitglied des Sicherheitsausschusses. Bei der Wahlwiederholung im März 1855 wurde er im Wahlkreis Tessin-Süd in den Nationalrat gewählt. Ramelli, der 1856 zum Schützenmajor befördert worden war, blieb bis zu seinem Tod Nationalrat, Grossrat und Gemeindepräsident.